# 몽장위원회

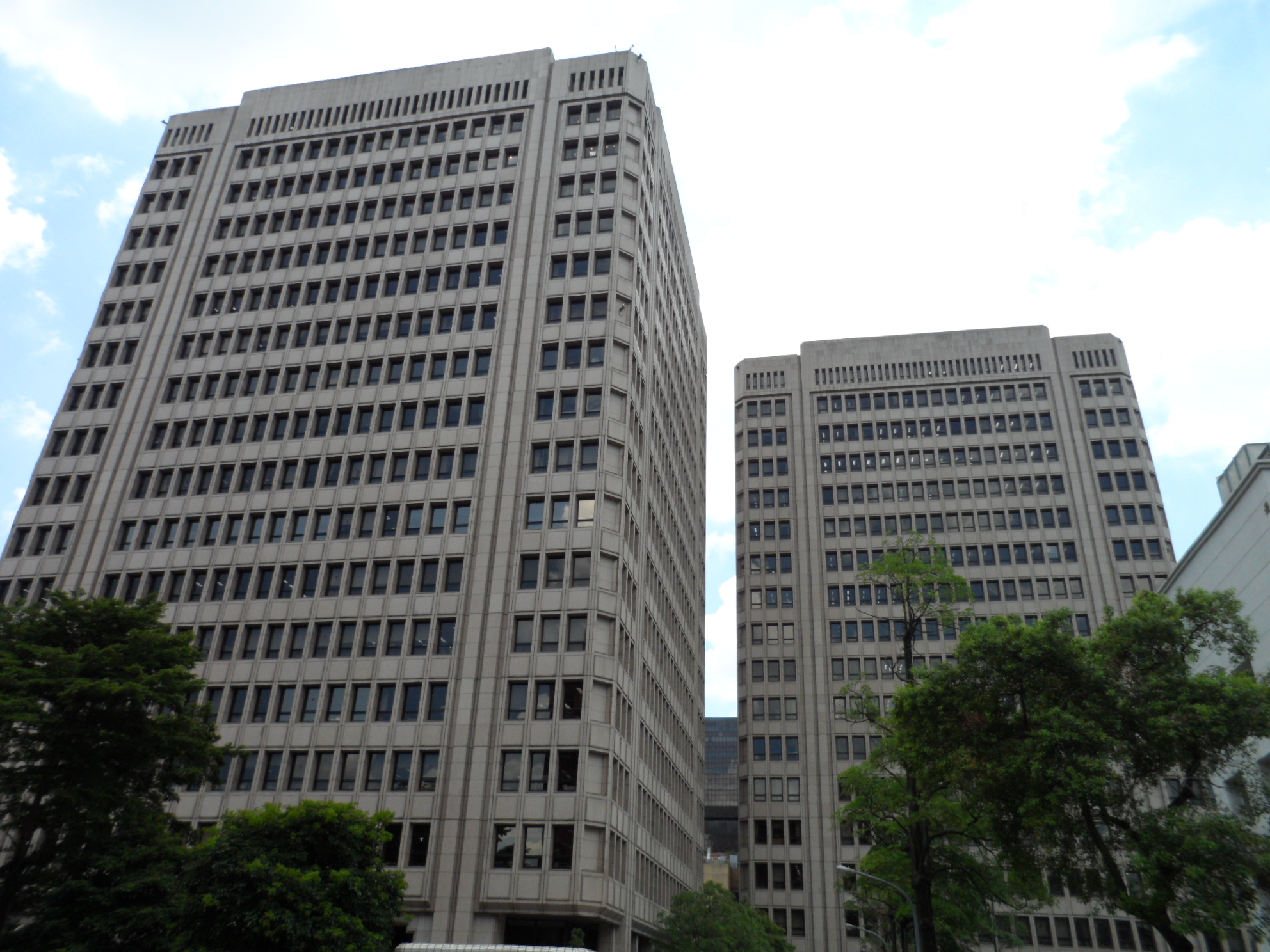
몽장위원회

몽장위원회(蒙藏委員會)는 중화민국 행정원에 속해 있던 위원회이다. 중화민국이 중국 대륙을 통치할 때에 설립되었다. 외몽골 지방과 티베트 지방, 그 외 각 성에 거주하고 있는 몽골족, 티베트족 등 소수 민족의 행정, 종교, 문화, 역사 등에 관한 사무를 처리하는 위원회였으며 2017년 대륙위원회에 합병되어 소멸되었다.

## 역사
몽장위원회의 시초는 1912년 중화민국 내정부에서 설립한 몽장공작처이다. 몽장공작처는 1912년 7월에 중화민국 행정원이 관할하는 몽장국으로 개편되었다. 1914년에는 중화민국 총통부가 관할하는 몽장원으로 개편되었다. 현재의 몽장위원회는 1928년에 설립된 남경 국민 정부가 중화민국 정부 조직법을 제정해, 중앙 정부의 조직을 1929년 6월에 개편할 때 세워졌다.
중화민국 정부가 중국 대륙을 통치하고 있을 때 몽장위원회는 주로 소수 민족 종교 관련 사무에 종사하고 있었다. 그래서 몽장위원회는 1940년 티베트에서 제14대 달라이 라마 즉위식이 열렸을 때, 이를 축하하기 위한 사절단을 파견하였다. 그 후 몽장위원회 사절단은 1948년 티베트 정부에 의해 강제로 퇴거되기까지 티베트의 수도 라싸에 중화민국 행정원 몽장위원회 주 티베트 대표처라는 이름으로 1948년까지 주재하였다.
중국 국민당이 국공 내전에서 패하자 중화민국 정부를 난징에서 타이베이로 천도하였고, 중국 공산당은 베이징을 수도로 중화인민공화국을 건국하여 분단되었다. 이로써 몽장위원회는 중국 대륙에 거주하는 소수민족에 관한 업무가 사실상 불가능해졌지만, 비록 타이베이로 천도했어도 중화민국이 여전히 중국을 대표하는 정통 정부라는 의미로 조직을 그대로 유지하였다.
2017년 9월 15일을 기해 몽장위원회의 기능이 외교부, 문화부, 대륙위원회에 이관되었으며, 2017년 12월 31일을 기해 폐지되었다.

## 같이 보기
- 티베트 망명 정부
- 국가민족사무위원회